# Nepa cinerea
L'escorpí d'aigua (Nepa cinerea) és una espècie d'insecte hemípter aquàtic de la família Nepidae. Malgrat el seu nom, no està relacionat amb el veritables escorpins.

## Descripció
Nepa cinerea té el cos ovalat i aplanat i és més ample al terç posterior. És de color marronós al dors i vermellós a l'abdomen. La seva característica més notable és la presència d'un sifó respiratori a l'extrem d'abdomen que, a causa de la seva connexió amb el sistema traqueal, permet a l'animal renovar l'aire del seu aparell respiratori sense emergir de l'entorn aquàtic en el qual viu.
Les potes anteriors, amb les que captura els insectes i alevins dels que s'alimenta, són prènsils i les posteriors tenen una gran llibertat de moviments que el permeten desplaçar-se fàcilment al seu hàbitat. Es poden trobar adults de mida molt variable ja que existeixen factors climàtics i alimentaris que afavoreixen el polimorfisme.

## Distribució i hàbitat
Es distribueix pel continent europeu i és molt comuna a Catalunya. Viu en basses i zones tranquil·les dels rius ocupant preferentment les vores argiloses amb vegetació aquàtica. Té una tolerància lleu a la contaminació orgànica de les aigües on viu. Tot i viure principalment a l'aigua, no és un bon nedador i rarament vola.